# Mirne (Lutúgine)
Mirne o Mirnoie (en ucraniano: Мирне, en ruso: Мирное) es el nombre de un caserío en el raión de Lutugino del óblast de Lugansk, Ucrania.
- Datos: Q4295769